# Kate Lindsey

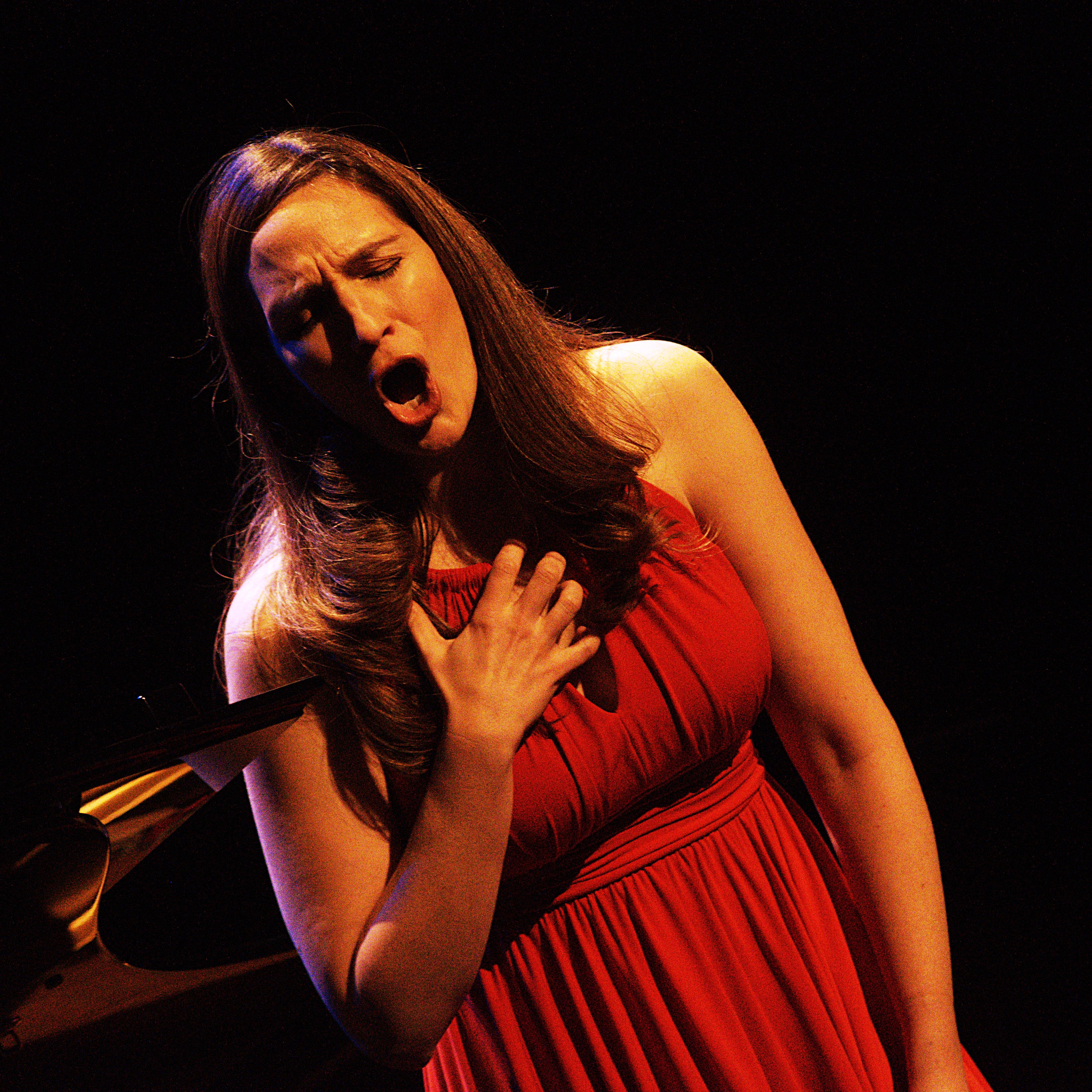
Kate Lindsey singt Kurt Weill, 2018

Kate Lindsey (geboren 1980 in Richmond, Virginia) ist eine US-amerikanische Opern- und Konzertsängerin der Stimmlage Mezzosopran. Ihr Repertoire reicht vom Barock bis zur Gegenwart, sie singt an bedeutenden Opernhäusern und Festspielen.
2019 verkörperte sie die Titelpartie in der Uraufführung von Olga Neuwirths Orlando an der Wiener Staatsoper.

## Leben und Werk
Kate Lindsey studierte an der Indiana University und absolvierte das Lindemann Young Artist Development Programms der Metropolitan Opera in New York. Die Sängerin konzentrierte sich stets auf ein relativ kleines Rollenrepertoire, überwiegend Hosenrollen, die sowohl ihrem Naturell entsprechen als auch dem Stimmfach – darunter Nerone und Ariodante bei Händel, Idamante, Cherubino und Sesto bei Mozart, Octavian und Komponist bei Richard Strauss, weiters Nerone in Monteverdis L’incoronazione di Poppea, der Tebaldo in Verdis Don Carlo, der Prinz in Massenets Cendrillon, der Hänsel in Humperdincks Märchenoper sowie der Nicklausse in Offenbachs Les contes d’Hoffmann. Rasch wurden europäische Bühnen auf das Gesangstalent aus Amerika aufmerksam und Lindsey wurde an führenden Opernhäusern und Festspielen verpflichtet – Opéra-Comique und Théâtre des Champs-Élysées in Paris, Glyndebourne Festival, Festival d’Aix-en-Provence und Salzburger Festspiele, Royal Opera House Covent Garden in London, De Nationale Opera in Amsterdam, Opéra de Lille und Bayerische Staatsoper in München. Dazwischen gab es regelmäßige Gastspiele in ihrer Heimat, in Washington, Los Angeles, Santa Fe, Seattle und New York. Neben den Hosenrollen übernahm sie nunmehr fallweise auch Rollen aus dem weiblichen Spektrum der Mezzopartien, die Dorabella, die Dido, dirigiert von Thomas Hengelbrock, die Mercedes in Carmen oder die Sister Helen in Jake Heggies Dead Man Walking. Besonderen Beifall erhielt sie für ihren Sesto 2017 in Glyndebourne und für ihren Nerone 2018 in Salzburg.
2019 konnte sie an der Wiener Staatsoper als Orlando einen großen Erfolg verbuchen. Es handelte sich um die für sie komponierte Titelrolle in der Uraufführung der Oper von Olga Neuwirth, beruhend auf dem gleichnamigen Roman von Virginia Woolf. Ein dichtender Adeliger der elisabethanischer Periode verwandelt sich in eine Frau und lebt, ohne zu altern, bis in die Gegenwart. Der 2020 installierte Staatsoperndirektor Bogdan Roščić räumte der Sängerin einen zentralen Stellenwert in seinen Besetzungsplänen ein und übertrug ihr in seinen ersten zwei Spielzeiten jeweils zwei Rollen in Neuproduktionen – 2020–21 den Siébel in Gounods Faust und den Nerone in Monteverdis L’incoronazione di Poppea. Sie absolviert beide Aufgaben mit Bravour. In der Spielzeit 2021–22 gestaltet die Sängerin die Donna Elvira und wird wiederum in einer Monteverdi-Oper auftreten, diesmal als La Musica und als La Speranza (Die Hoffnung) in L’Orfeo. Zwischen ihren Wiener Verpflichtungen findet die Sängerin noch Zeit, an der Met die Titelpartie in Glucks Iphigénie en Tauride zu verkörpern.
Als Konzertsängerin wird Kate Lindsey insbesondere im Barock-Repertoire angefragt, für Bach-Kantaten, Händels Messiah, Pergolesis Stabat mater, auch für Mozarts C-Moll-Messe. Sie singt aber auch Werke des 19. und 20. Jahrhunderts bis zur Gegenwart, Ned Rorem beispielsweise. Sie ist mit großen Symphonieorchestern aufgetreten, dem Concertgebouw, New York Philharmonic, Boston Symphony oder Cleveland Orchestra. 2013 übernahm sie in der Carnegie Hall in New York das Altsolo in Beethovens Neunter. Es spielte das West-Eastern Divan Orchestra, es dirigierte Daniel Barenboim. Ihre Gesangskollegen waren Diana Damrau, Piotr Beczała und René Pape. Regelmäßig konzertiert sie mit Originalklangensembles wie dem Boston Baroque, dem Cercle de l’Harmonie, Les Arts Florissants oder dem Balthasar-Neumann-Ensemble. Mit Les Arts Florissants, geleitet von William Christie, sang sie auf einer Europatournee im Jahr 2018 die Titelpartie in Händels Ariodante – in konzertanten Aufführungen.

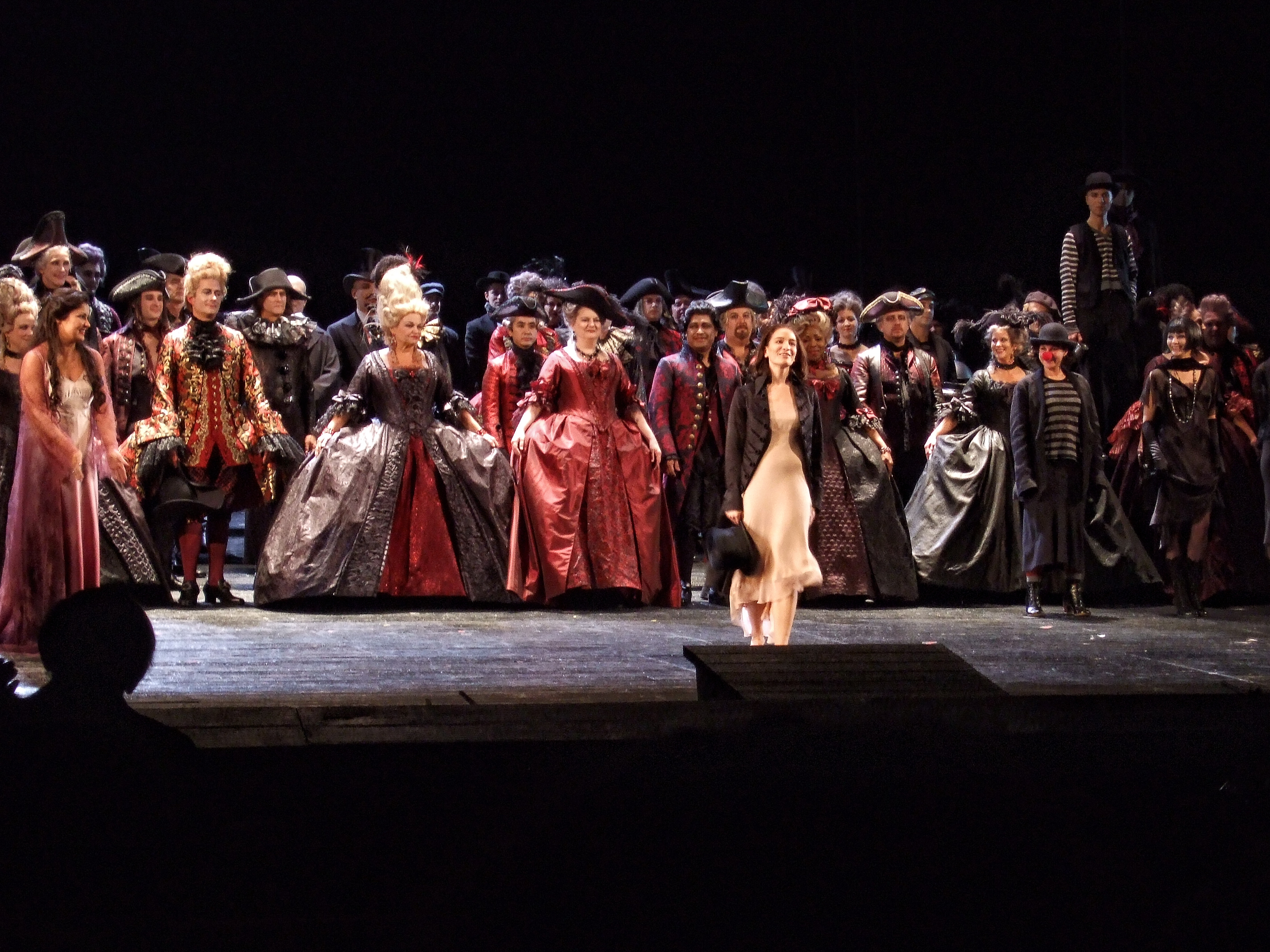
Applaus für Kate Lindsey nach einer Aufführung von Les contes d’Hoffmann an der Met, 2009

Sie ist mit dem Dokumentarfilmer Olly Lambert verheiratet und hat mit ihm einen Sohn, Finn.

## Rollen

### Uraufführungen
- Amelia von Daron Hagen, Seattle 2010 (Titelpartie)
- Orlando von Olga Neuwirth, Staatsoper Wien 2019 (Titelpartie)

### Repertoire
| Bellini: - Romeo in I Capuleti e i Montecchi Berlioz: - Ascagne in Les Troyens Bizet: - Mercedes in Carmen Chabrier: - Lazuli in L’Étoile Donizetti: - Léonor de Guzman in La favorita Gluck: - Titelpartie in Iphigénie en Tauride Gounod: - Titelpartie in Sapho - Siébel in Faust - Stéphano in Roméo et Juliette Händel: - Nerone in Agrippina - Titelpartie in Ariodante - Sesto Pompeo in Giulio Cesare in Egitto Heggie: - Sister Helen in Dead Man Walking Humperdinck: - Hänsel in Hänsel und Gretel |  | Massenet: - Le Prince Charmant in Cendrillon - Charlotte in Werther Monteverdi: - Nerone in L’incoronazione di Poppea - La Musica und La Speranza in L’Orfeo Mozart: - Ramiro in La finta giardiniera - Idamante in Idomeneo - Cherubino in Le nozze di Figaro - Zerline und Donna Elvira im Don Giovanni - Dorabella in Così fan tutte - Sesto und Annio in La clemenza di Tito Offenbach: - Nicklausse/Muse in Les contes d’Hoffmann Purcell: - Dido in Dido and Aeneas Rossini: - Zaida in Il turco in Italia - Rosina im Barbiere di Siviglia - Angelina in La Cenerentola Richard Strauss: - Octavian in Der Rosenkavalier - Komponist in Ariadne auf Naxos |

## Diskographie
folgt

## Auszeichnungen
- 2021: International Opera Awards 2021, nominiert als beste Sängerin
- 2024: Österreichischer Musiktheaterpreis 2024: Auszeichnung in der Kategorie Beste weibliche Nebenrolle für Il ritorno d’Ulisse in patria / Ariadne auf Naxos (Penelope / Komponist) an der Wiener Staatsoper[3]